# Hebriderne
Hebriderne (skotsk/engelsk: The Hebrides, skotsk gælisk: Innse Gall) er en skotsk øgruppe med omkring 60.000 indbyggere i Atlanterhavet ud for Skotlands nordvestkyst. Hebriderne består af de Indre og Ydre Hebrider.
Øerne beskytter Skotlands kyster og fjorde mod Atlanterhavets storme.

## Terræn og geologi
Hebriderne består af over 500 øer og skær, hvoraf omkring 80 er beboede. Øernes samlede areal er 7.285 km2. Hebriderne deles i de Indre Hebrider og de Ydre Hebrider, adskilt af The (North) Minch i nord over The Little (eller Lower) Minch til Sea of the Hebrides i syd.

### Indre Hebrider
De indre Hebrider er ægte kystøer, der kun ved smalle sunde er adskilt fra Skotlands kyst. Nordligst, adskilt fra Skotland ved Inner Sound og Sleat Sound, ligger den store ø Skye (1.533 km2) med de mindre Raasay, Rona, Canna, Rúm og Eigg. Nord for indløbet til Firth of Lorne ligger Isle of Mull (782 km2), adskilt fra Skotland ved Sound of Mull, samt Coll, Tiree, Ulva, Iona, Staffa og Lismore. Syd for Firth of Lorne ligger Colonsay, Islay og Jura, ved Sound of Jura adskilte fra halvøen Kintyre. I mundingen af Firth of Clyde ligger Clyde-øerne, af hvilke Arran og Bute er de vigtigste. Alle øerne er bjergrige, og ikke få toppe når op mod 1.000 meters højde, således det 874 meter høje Goat Fell på Arran, Paps på Jura (784 meter), Ben More på Mull (966 meter) og Cuchullin Hills på Skye (986 meter).
Geologisk minder de indre Hebrider meget om det skotske højland. På et underlag af jura og kridt hviler mægtige vulkanruiner og basaltstrømme forbundne med tuflag, der indeholder miocæne plantelevninger. Basalten, der med sin regelmæssige søjleafsondring giver anledning til mærkværdige klippeformer og stejle kystskrænter, er næsten eneherskende på Mull, Skye og flere mindre øer. Flere steder har bølgeslaget frembragt huler i kystskrænterne, således den berømte Fingal's Cave på Staffa.
Af de indre Hebrider hørte tidligere de nordlige (Skye og nærliggende mindre øer) til Inverness. Mens de mellemste øer var en del af Argyllshire og de sydøstlige øer hørte til Bute. I dag tilhører de Indre Hebrider to forskellige skotske amter på fastlandet. Den nordlige del med Skye, Oronsay, Raasay, Scalpay og flere små øer omkring Skye hører til Highland Council. De sydlige øer Mull, Coll, Islay, Isle of Jura, Slate Islands og Treshnish Islands indgår som en del af Council Argyll and Bute.

### Ydre Hebrider
De ydre Hebrider dækker et samlet areal på 3.115 km2 og skilles ved North Minch fra Skotland, ved Little Minch og Sea of the Hebrides fra Skye. Denne indtil 241 meter dybe havarm betegner en sænkning, der sandsynligvis indtrådte i miocæntiden. De ydre Hebrider danner en kæde af øer parallelt med Skotlands kyst. Disse øer sammenfattes ofte under navnet Long Island, da de danner ligesom en lang ø, kun afbrudt af smalle sunde. Den nordligste ø er Lewis, der i Clisham når en højde af 789 meter. Derefter følger North Uist, South Uist, Barra og talrige mindre øer. Alle disse øer er opbyggede af gnejs, er rige på indsøer og har dybt indskårne fjorde.
I geologisk henseende ligner de den norske øgruppe Lofoten og udgør sammen med denne rester af et ældgammelt, i sibirisk og devonsk tid dannet bjergland, det "kaledoniske".
Den nordlige del af de Ydre Hebrider (Lewis) hørte tidligere til Grevskabet Ross og Cromarty, resten til Inverness. I dag er de Ydre Hebrider (Western Isles) et selvstændigt amt med øerne Lewis and Harris, Berneray, North Uist, South Uist, Barra og St. Kilda.

## Klima
Klimaet er udpræget øklima: Middeltemperaturen er for januar 4-5 °C, for juli 13-14 °C. Der falder årligt omkring 150 centimeter regn.

## Plantevækst
Øernes flora er temmelig artsfattig: Af skov findes kun lidt, mens der til gengæld er udstrakte lyngheder.

## Dyreliv
Talrige søfugle yngler på skærene, hvor der tidligere blev drevet fuglefangst.

## Befolkningsforhold
Da øerne var norske indtil 1266, talte en del af indbyggerne det nu uddøde vestnordiske sprog norn. På nogle af øerne, blandt andet Skye og Lewis, taler en del af befolkningen stadig skotsk gælisk. Nøjagtige tal findes ikke. Norrøn påvirkning ses i enkelte stednavne. Der er gårde og landsbyer med navne som Siadar og Séadar, med betydningen "sæter", eller sammensætninger som Bakkaseter, Geiséadar af gammelnorsk Geitsætr og Marister af Maraseter. 

## Næringsveje
Lokalt udnyttes tørv, sand og andre mineraler. Øerne lever især af fiskeri og turisme. Der er også kvæg- og fåreavl og en vigtig produktion af uldvarer, herunder den kendte Harris Tweed. Øerne er også kendt for sin whisky-produktion. Tidligere dyrkede man primært byg og havre, kartofler og roer. Fåreavlen har traditionelt haft megen betydning. Fiskeriet i de omliggende farvande har dog historisk set været den vigtigste næringsvej.

## Trafik
Fra hovedøerne til fastlandet er der daglig færge- og flyforbindelse. Da bilfærgerne kom i 1964, blev der investeret i veje og broer. På hovedfærdselsårerne kører der linjebusser og i lokaltrafikken minibusser. En del af øerne er forbundet med hinanden med dæmninger eller broer. Isle of Skye har via broen Skye Bridge direkte forbindelse til fastlandet.

## Historie
I oldtiden var Hebriderne kendt under navnet Ebudæ eller Hebudes (den moderne stavemåde skal være kommet i brug i 1700-tallet ved en trykfejl). Nordboerne kaldte dem Suderøerne (Sudreyjar), dvs. "de sydlige øer" – i lighed med Færøernes sydligste ø: Suderø. Øerne stod under egne høvdinge, som anerkendte de skotske kongers overhøjhed. Allerede i 500-tallet indførtes kristendommen af Skt. Columba, der grundlagde sit berømte kloster på Iona.
Norske vikinger begyndte at gøre indfald i 700-tallet, og i 800-tallet bosatte mange nordmænd sig der, hvorefter Harald Hårfager lagde øerne under den norske krone. Skotske konger gjorde mange forsøg på at fordrive nordmændene, men først i 1266 frafaldt Norge alle krav. De skotske konger havde så godt som ingen myndighed på Hebriderne, hvor klanerne lå i stadige indbyrdes stridigheder; navnlig Macdonalds og Macdougals var næsten fuldstændig uafhængige. Efter mange kampe med skotterne og talrige oprør, blev høvdingene ved en parlamentsakt 1748 frataget deres rettigheder.